# Ceuthospora mahoniae
Ceuthospora mahoniae är en svampart som beskrevs av Grove 1918. Ceuthospora mahoniae ingår i släktet Ceuthospora och familjen Phacidiaceae.   Inga underarter finns listade i Catalogue of Life.